# Трошечкін Олександр Ігорович
Олександр Ігорович Трошечкін (рос. Алекса́ндр И́горевич Тро́шечкин, нар. 23 квітня 1996, Москва, Росія) — російський футболіст, центральний півзахисник клубу «Парі Нижній Новгород».

## Ігрова кар'єра

### Клубна
Олександр Трошечкін є вихованцем московських клубів «Динамо» та «Локомотив». У 2014 році футболіст приєднався до клубу «Анжи» але через травму не зумів дебютувати за клуб. А після того, як «Анжи» вилетів з елітного дивізіону, Трошечкін перейшов до складу «Ростова». Але і тут футболіст не зміг стати гравцем основи, переважно граючи в оренді. У серпні 2014 року півзахисник дебютував на професійному рівні.
За час оренди у клуб «Тосно», Трошечкін у 2018 році виграв Кубок Росії, хоча сам участі у фінальному матчі не брав.
Влітку 2019 року після завершення свого контракту з «Ростовом», Трошечкін перейшов до складу «Хімок», де провів три сезони. В сезоні 2019/20 разом з командою футболіст виборов підвищення до Прем'єр-ліги. У лютому 2022 року Трошечкін приєднався до клубу «Ахмат», з яким підписав контракт до кінця сезону 2023/24.
В червні 2023 року Олександр Трошечкін перейшов до клубу «Парі Нижній Новгород», з яким підписав трирічний контракт.

### Збірна
Олександр Трошечкін провів два матча у складі молодіжної збірної Росії.

## Титули
Тосно
 Переможець Кубка Росії: 2017/18
Хімки
- Фіналіст Кубка Росії: 2019/20

Індивідуальні
- Кращий гравець Кубка ФНЛ: 2020[6]